# Вампирша-гуманистка ищет отчаянного добровольца
«Вампирша-гуманистка ищет отчаянного добровольца» (фр. Vampire humaniste cherche suicidaire consentant; англ. Humanist Vampire Seeking Consenting Suicidal Person) — канадский комедийно-драматический фильм о вампирах режиссёра Арианы Луи-Сейз.

## Сюжет
Саша является вампиром подросткового возраста с моралью о том, что нельзя убивать людей ради утоления жажды крови, однако после знакомства с парнем с суицидальными наклонностями Полем, они заключают договор, прежде чем Поль покончит с собой.

## В ролях
| Актёр               | Роль     |
| ------------------- | -------- |
| Сара Монтпети       | Саша     |
| Феликс-Антуан Бенар | Поль     |
| Стив Лапланте       | Орельен  |
| Софи Кадьо          | Жоржет   |
| Ноэми О’Фаррелл     | Дениз    |
| Мари Брассард       | Викторин |
| Арно Вашон          | Генри    |
| Маделин Пелокен     | Сандрин  |

## Критика
На сайте Rotten Tomatoes фильм имеет рейтинг 87% «свежести» на основе 52 рецензий кинокритиков. На Metacritic фильм имеет 70 баллов из 100 на основе 4 рецензий кинокритиков. На «Критиканстве» фильм собрал 79 баллов из 100 возможных, на основе 11 рецензий.
Марат Шабаев из КоммерсантЪ назвал проект «фильмом специфического настроения» сравнив его «романтику» с телесериалом «Конец ***го мира» и «лавстори а-ля «Сумерки»».
Фильм также вошëл в ежегодный список десяти лучших фильмов Канады 2023 года по версии TIFF.

## Награды и номинации
| Премия/Фестиваль                         | Дата проведения  | Категория                                                   | Номинант (ы)                          | Результат | Примечания    |
| ---------------------------------------- | ---------------- | ----------------------------------------------------------- | ------------------------------------- | --------- | ------------- |
| Венецианский кинофестиваль               | 9 сентября 2023  | Лучший режиссёр                                             | Ариана Луи-Сейз                       | Победа    | [ 8 ]         |
| Калгарийский международный кинофестиваль | 25 сентября 2023 | RBC Начинающий канадский художник                           | Ариана Луи-Сейз                       | Победа    | [ 9 ]         |
| Калгарийский международный кинофестиваль | 3 октября 2023   | Приз зрительских симпатий за канадский художественный фильм | N/A                                   | Победа    | [ 10 ]        |
| Международный кинофестиваль в Садбери    | 28 сентября 2023 | Лучший художественный фильм на французском языке            | N/A                                   | Победа    | [ 11 ]        |
| Фестиваль нового кино                    | 15 октября 2023  | Национальный конкурс, главный приз                          | N/A                                   | Победа    | [ 12 ]        |
| Гильдия режиссеров Канады                | 21 октября 2023  | Премия открытия имени Жан-Марка Валле                       | Ариана Луи-Сейз                       | Победа    | [ 13 ]        |
| Виндзорский международный кинофестиваль  | 29 октября 2023  | Лучший канадский фильм                                      | Ариана Луи-Сейз                       | Победа    | [ 14 ]        |
| Круг кинокритиков Ванкувера              | 12 февраля 2024  | Лучший канадский фильм                                      | N/A                                   | Номинация | [ 15 ]        |
| Круг кинокритиков Ванкувера              | 12 февраля 2024  | Лучшая женская роль в канадском фильме                      | Сара Монтпети                         | Победа    | [ 15 ]        |
| Круг кинокритиков Ванкувера              | 12 февраля 2024  | «Тот, за кем наблюдают»                                     | Ариана Луи-Сейз                       | Победа    | [ 15 ]        |
| Ассоциация кинокритиков Торонто          | 4 марта 2024     | Премия Роджерса за лучший канадский фильм                   | Ариана Луи-Сейз                       | Номинация | [ 16 ]        |
| Коллегиальная премия квебекского кино    | 5 апреля 2024    | Лучший фильм                                                | Ариана Луи-Сейз                       | Номинация | [ 17 ]        |
| Премия Канадского кино                   | 2024             | Лучший фильм                                                | Лине Сандер Эгеде и Жанна-Мария Пулен | Номинация | [ 18 ] [ 19 ] |
| Премия Канадского кино                   | 2024             | Лучший режиссёр                                             | Ариана Луи-Сейз                       | Номинация | [ 18 ] [ 19 ] |
| Премия Канадского кино                   | 2024             | Лучшая мужская роль в комедийном фильме                     | Феликс-Антуан Бенар                   | Номинация | [ 18 ] [ 19 ] |
| Премия Канадского кино                   | 2024             | Лучшая мужская роль в комедийном фильме                     | Сара Монтпети                         | Номинация | [ 18 ] [ 19 ] |
| Премия Канадского кино                   | 2024             | Лучшая женская роль второго плана в комедийном фильме       | Стив Лапланте                         | Номинация | [ 18 ] [ 19 ] |
| Премия Канадского кино                   | 2024             | Лучшая женская роль второго плана в комедийном фильме       | Ноэми О’Фаррелл                       | Номинация | [ 18 ] [ 19 ] |
| Премия Канадского кино                   | 2024             | Лучший сценарий                                             | Кристин Дойон и Ариан Луи-Сейз        | Победа    | [ 18 ] [ 19 ] |
| Премия Канадского кино                   | 2024             | Лучшая работа художника-постановщика                        | Людовик Дюфрен                        | Номинация | [ 18 ] [ 19 ] |
| Премия Канадского кино                   | 2024             | Лучший дизайн костюмов                                      | Келли-Энн Боне                        | Номинация | [ 18 ] [ 19 ] |
| Премия Канадского кино                   | 2024             | Лучший монтаж                                               | Стефан Лафлер                         | Номинация | [ 18 ] [ 19 ] |
| Премия Канадского кино                   | 2024             | Лучший актёрский состав в фильме                            | Таня Арана                            | Номинация | [ 18 ] [ 19 ] |
| Премия Канадского кино                   | 2024             | Премия Джона Даннинга за лучший первый полнометражный фильм | Ариана Луи-Сейз                       | Номинация | [ 18 ] [ 19 ] |